# دارکوب سفید
دارکوب سفید (نام علمی: Melanerpes candidus) گونه‌ای از دارکوب‌هاست که در آمریکای جنوبی زیست می‌کند. این دارکوب بومی چمن‌زارهای برزیل، بولیوی، پاراگوئه اوروگوئه و آرژانتین است.

## مشخصات
دارکوب سفید اندازه‌ای در حدود ۲۵ سانتی‌متر دارد. پرهای سر و قسمت پایینی بدن آن سفید بوده
و پشت، بال‌ها و دمش سیاه‌رنگ است و حلقه‌ای زرد در دور چشمان و کمی پر زردرنگ نیز در ناحیهٔ شکم و گردن دارد.

## تغذیه
دارکوب سفید از میوه‌ها، دانه‌ها و حشرات تغذیه می‌کند و وجود آن بویژه برای مزارع مرکبات مفید است زیرا این پرنده، زنبور ایراپوا (نام علمی: Trigona spinipes) که آفت درختان مرکبات است را می‌خورد.

## لانه‌سازی و تولید مثل
این پرنده نیز همچون دیگر دارکوب‌ها می‌تواند حفره‌ای را در درختان پوسیده ایجاد کرده و در آن لانه نماید اما از شکاف‌های طبیعی صخره‌ها نیز برای آشیان کردن استفاده می‌نماید. دارکوب سفید ۳ تا ۴ تخم می‌گذارد و جوجه‌ها ۳۶ روز پس از سر درآوردن از تخم لانه را ترک می‌کنند.

## نگارخانه

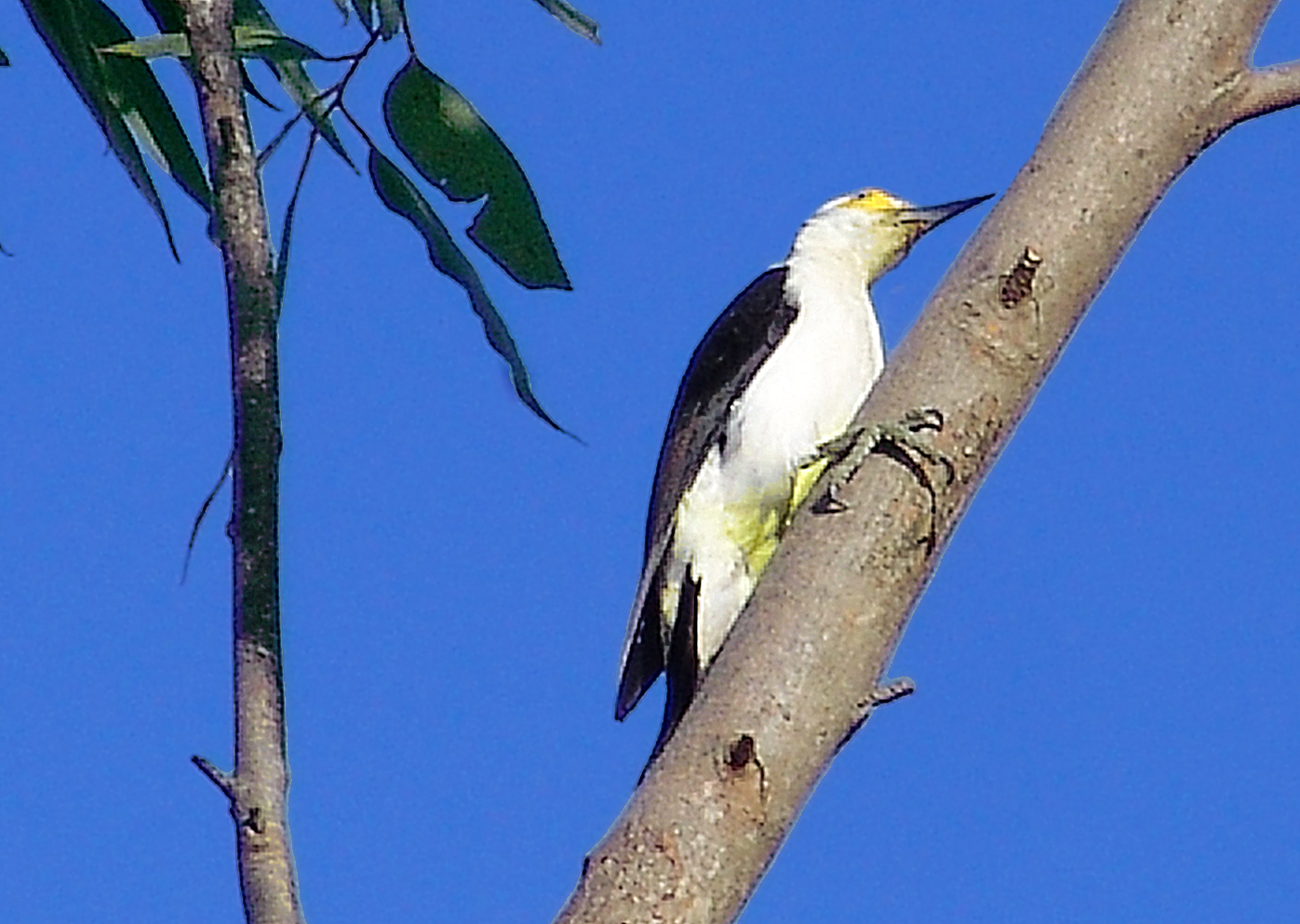
دارکوب سفید
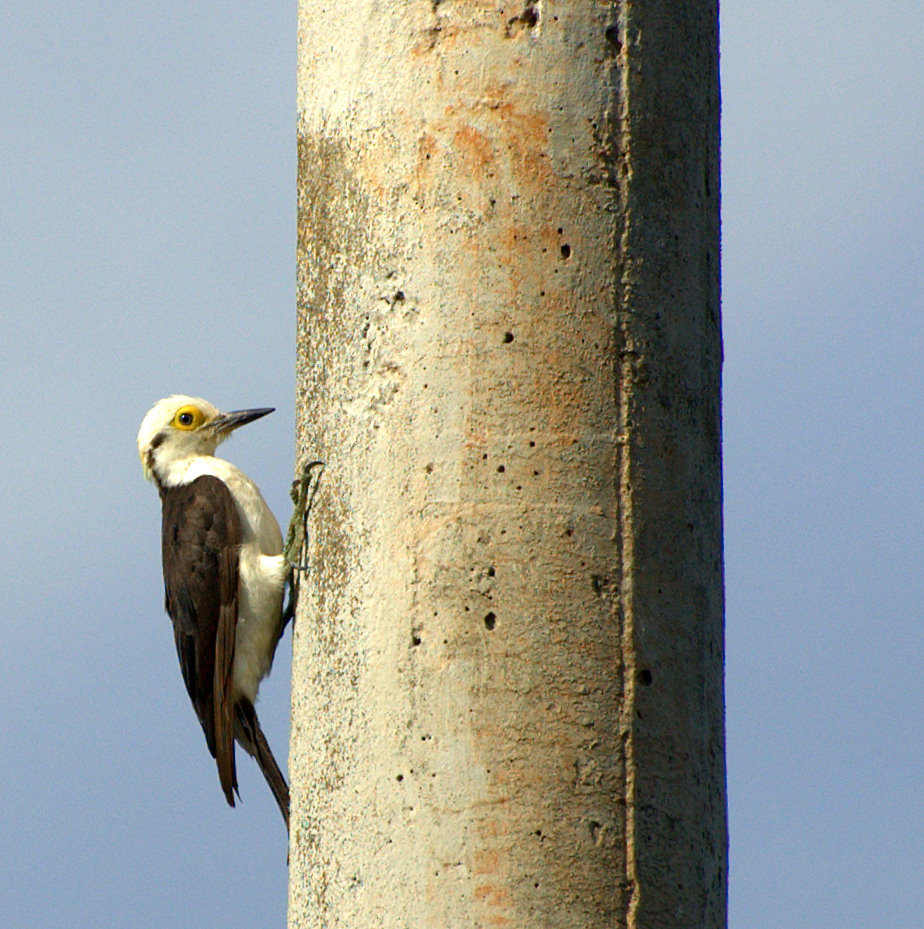
دارکوب سفید